# Aéroport de Lannion
L'aéroport de Lannion - Côte de granit rose (code IATA : LAI • code OACI : LFRO) est un aéroport du département des Côtes-d'Armor. Il se situe dans le quartier de Servel, au cœur de la zone de Pégase et à 3 km du centre de Lannion.
Cet aéroport est ouvert au trafic commercial régulier ou non, aux avions privés, aux IFR et aux VFR.
L'aéroport accueille deux aéro-clubs : l'aéro-club de la Côte de granit (ACCG) et l'aéro-club de Lannion.

## Histoire

### Généralité
En 1937, lancement des vols d'aviation légère et sportive sur l'aérodrome Lannion - Servel.
Entre juillet 1940 et juin 1944, les Allemands occupent le site. La piste en béton est allongée à 1 400 m.
En avril 1959,, Le centre national d'études des télécommunications (CNET) installe un premier département près de la piste de l'aérodrome, un centre d'essai en vol (Le CNET, « centre de recherches », est inauguré le 28 octobre 1963,).
En 1964, création d'un liaison spéciale réservée aux personnels du CNET avec l'aérodrome militaire de Villacoublay jusqu'à décembre 2001 (25 000 passagers par an en moyenne).
En 1974, la compagnie Rousseau Aviation ouvrait la première ligne commerciale vers Paris via Dinard en Hawker Siddley 748. La compagnie sera ensuite absorbée par la TAT (Touraine Air Transport), qui poursuit l'exploitation et sera elle-même cédée en 1997 à Air Liberté.
En 1976/1977, la ligne directe vers Paris était assurée par TAT en VFW-614. Cette dernière compagnie se plaignait de la concurrence déloyale que lui faisait l'avion du CNET sur sa liaison vers Paris.
En 1989, la piste est portée à 1 700 m. Les liaisons vers Paris se faisaient en Fairchild 227 B dit Fokker 27 par TAT et sur certaines liaisons via l'aéroport de Saint-Brieuc.
En 1994, une nouvelle aérogare est créée et en 2001 est agrandie avec la création de nouveaux bureaux.
En 1997, c'est Air Liberté qui exploitait la ligne vers Paris (jusqu'en 2003). Mise en place d’un balisage haute intensité.
En 2000, 85 000 passagers ont transité par la plateforme.
En 2001, Air Liberté est liquidée, la ligne est reprise par Air Lib. En décembre, la ligne du Cnet s'arrête définitivement.
En 2003, Air Lib est liquidée à son tour. C'est Brit Air qui reprend la ligne, toujours en affrétant des avions à Airlinair (jusqu'en 2009).
En 2005, 52 000 passagers ont emprunté la plateforme. C'est cette même année qu'est évoqué le projet d'allongement de la piste de 360 m pour pouvoir accueillir des plus gros avions en vue d'un développement de l'aéroport par les vols low-cost mais elle est plutôt mise en conformité et renforcée en 2006.
En 2009, création d'une délégation de service public. Après appel d'offres, c'est Airlinair qui était choisie pour exploiter la ligne à son propre compte aux dépens de Brit Air.
Le syndicat mixte se donne une année pour démontrer l'intérêt économique du site. 34 000 passagers ont emprunté la plateforme.
En 2012, Airlinair dénonce la convention de service public. Les financeurs acceptent une « rallonge » de 700 000 €, afin de maintenir la ligne jusqu'au 22 septembre 2013.
En septembre 2016, l'aéroport perd son statut de poste frontalier (disparition du poste Douanes) pénalisant les vols touristiques venant d'Angleterre ou des Îles anglo-normandes. Dorénavant, les Douanes de Saint-Brieuc assurent à la demande ce poste frontière.
L’aéroport de Lannion est déficitaire et son avenir incertain,. Il emploie 19 salariés juste pour le syndicat mixte de l'aéroport.
C'est le mardi 13 février 2018, que le couperet tombe. Le syndicat mixte de l'aéroport votait à huis clos la fin de l'unique ligne commerciale vers Paris-Orly à compter du 23 mars et donc de déclarer sans suite la procédure de délégation de service public (DSP) qui coûtait environ 3 millions d'euros par an aux collectivités. La ligne est passée d'un taux de remplissage en janvier 2017 de 60 % (avec Hop! Air France) à 21,48 % pour les premiers jours de février 2018 (avec Chalair). La compagnie Hop! est visée du doigt par le gestionnaire de l'aéroport, puisque si la clientèle a changé ses habitudes, c'est à cause du sabordage fait par Hop! entre juillet et septembre où 42 vols avaient été annulés créant une incertitude sur la régularité du trafic. La clientèle d'affaire préférait alors prendre la LGV qui relie le centre de Paris en 2 h 45 et passer une nuit d'hôtel sur Paris le cas échéant, le tout restant moins cher que les tarifs pratiqués par Chalair.
Pour 2017, les personnels d'Orange et de Nokia représentaient respectivement 51,6 % (3 783 passagers) et 23,3 % (1 562 passagers) des 73 % de la clientèle "affaire" de l'aéroport.
Le syndicat de l'aéroport déclare que dorénavant il y aura une navette routière entre l'aéroport de Lannion et l'aéroport de Brest-Bretagne (situé à 85 km) ou la gare de Guingamp (située à 38 km).

### Lannion et l'avion du CNET
En 1959, le Centre national d'études des télécommunications installait son centre d'essai en vol à Lannion. Le CNET était sous statut interministériel (Ministère des postes et télécommunications et Ministère de la défense notamment), basé à Issy-les-Moulineaux (Hauts-de-Seine). Ses missions étaient très vastes, allant de la recherche technologique aux applications militaires.

Logotype du CNET

En 1964, le CNET (code OACI : CNT, indicatif d'appel: KNET) mettait en place une liaison aérienne régulière quotidienne entre l'aéroport de Lannion et l'aérodrome militaire de Villacoublay (Yvelines), proche du siège d'Issy-les-Moulineaux (Hauts-de-Seine). Le statut interministériel et notamment celui du Ministère de la défense, permettait l'atterrissage des avions du CNET sur une base militaire. Les avions portaient la cocarde bleu-blanc-rouge et le sigle "CNET".
Divers appareils effectuaient la liaison vers Villacoublay, une version modifiée du Beech 18, le C45 de 4 à 5 passagers puis de vieux Dakotas, surplus de l’armée américaine. Les "DC-3" les remplaçaient (21 places). L'entretien des appareils était effectué  sous le contrôle du Service de la surveillance industrielle de l'armement S.I.A.R. (Militaire). Le F-SEBD (immatriculation militaire), ex-F-BLOZ en immatriculation civile, transporta du personnel entre ces deux villes jusqu'à la fin de sa carrière en 1980. Un autre DC-3, le F-SEBE (ex F-BEFM) le secondait dans cette tâche. Le Fokker de 40 places (série F-27 Friendship comme le F-SEBG, le F-SEBJ et le F-SEBF) remplaçait les DC-3 puis était remplacé par un ATR-42 de 46 places (le F-SEBK). Il y a eu aussi le Dassault Falcon-20E-5 immatriculé F-SEBI (anciennement F-BVPQ puis F-GDLO) dans les années 90.
La Direction générale des télécommunications, qui était alors une administration, prenait le nom de France Télécom le 1er janvier 1988. La loi du 2 juillet 1990 transformait l'administration France Télécom en un établissement de droit public, qui était dotée d'une personnalité morale distincte de l'État et qui acquerrait une indépendance financière.
Depuis 1990, le CNET ne travaillait plus que pour France Télécom. En juillet 1996, une loi était adoptée, transformant l'exploitant public en société anonyme dont l'État français était le seul actionnaire. En 1997, le CNET prenait le nom de France Télécom Recherche et Développement (FT R&D). France Télécom rachetait la grande majorité d'Orange en 2000.
Le refus de l'armée en 2001 d'accorder à l'ATR-42 l'immatriculation militaire remettait en cause la légitimité de la ligne. Ce statut militaire permettait jusqu'alors d'atterrir à Villacoublay. Cet aéroport militaire étant proche d'Issy-les-Moulineaux, il rendait très faciles et très rapides les déplacements du personnel de France Télécom Recherche et développement vers le siège. En 2001, C'était pas moins de 1 500 ingénieurs et cadres qui travaillaient sur le site de Lannion.
Dès janvier 2002, l'ATR 42 ne pouvait plus se poser à Villacoublay. Orly étant réservé aux vols commerciaux, l'ATR ne disposait plus que du Bourget mais il était trop éloigné du siège et les taxes d'aéroport risquaient de rendre très chers les coûts d'exploitation. La décision était donc prise par France Télécom R & D : la ligne vers Paris était abandonnée le 21 décembre 2001.
Les 20 à 25 000 passagers de France Télécom empruntaient donc la ligne régulière vers Paris, assurée à l'époque par Air Lib. Un chapitre de quarante ans d'histoire aérienne locale se refermait ,,.
(Il existe encore une ligne de ce genre dans le grand Ouest créée en 1974, la ligne au départ de l'aéroport de Saint-Nazaire pour Toulouse, en ATR 42-500 réservé uniquement aux personnels d'Airbus).

### Lannion et le pôle aérien de France Télécom
Les essais en vols... Les liaisons techniques aériennes.. . Les moyens techniques aériens... Le service transports et missions... La chronologie des appellations du pôle aérien de France Télécom en disait long sur la variété et la qualité de ses missions. Elle avait compté jusqu'à une cinquantaine de personnes pour une flotte de deux Fokker, un biréacteur Corvette, puis un Mystère 20 et deux hélicoptères pour les essais radio. Tous les moyens aéronautiques de France Télécom étaient basés à Lannion depuis avril 1959. C'est de là que décollaient les avions pour des missions en France ou à l'étranger pour la recherche et le développement des télécommunications.
Le pôle aérien assurait également des missions sociales en été pour emmener des colonies de jeunes enfants de France Télécom vers Agadir ou Rabat au Maroc.
Lorsque France Télécom R&D décida l'arrêt de sa ligne privée vers Paris le 21 décembre 2001, elle décida aussi de démanteler le service transport et missions.

## Gestionnaire
L'aéroport est géré par le Syndicat Mixte de l'aéroport de Lannion, composé à 53 % par le conseil départemental des Côtes d'Armor, 30 % par Lannion Trégor Communauté et des EPIC du pays du Trégor et enfin 17 % par la Chambre de Commerce et d'industrie des Côtes d'Armor.

## Situation
| \| 20 km1:801 000 \| Dinan Lannion Saint-Brieuc Ouessant Brest Morlaix Quimper Belle-Île Guiscriff - Scaër Ploërmel Pontivy Quiberon Lorient Vannes Redon Rennes Saint-Malo-Dinard BAN Lanvéoc-Poulmic BAN Landivisiau |
| 20 km1:801 000 |

L'aéroport se situe dans la technopole Anticipa qui recouvre divers pôles d'activités ; le principal étant les télécommunications et ses secteurs associés (optique, informatique, électronique et multimédia). De grands groupes internationaux y sont présents tels que Alcatel-Nokia et Orange Labs (ex-France Télécom R&D).
Accès en voiture: Lannion (5 min) ; Perros-Guirec (10 min) ; Guingamp (35 min) ; Saint Brieuc (55 min) ; Morlaix (45 min).

## Données Aéronautiques
- SSLIA : Catégorie 4/ Niveau 5.
- Aérodrome: Catégorie C

## Infrastructures aéroportuaires
- Piste unique:
  - Dimensions : 1 610 m de long X 45 m de large
  - Orientation : 11/29
  - Nature du revêtement : bitume
  - Aides à l'atterrissage :  ILS Cat. I
  - Balisage lumineux :  HI - PAPI - Feux à éclats - PCL

Aérogare de 1 200 m2 pouvant traiter 120 passagers par vol et 100 000 passagers annuel (présence des loueurs de véhicules, d'un bar-restaurant, d'une salle de réunion et salon, wifi gratuite). 2 hangars à avions.
270 places de parking gratuites dont 8 pour personnes à mobilité réduite. Une borne de recharge pour véhicules électriques est à disposition.
Avitaillement : carburant JET A1- AVGAS, Société pétrolière BP.

## Liaisons aériennes et compagnies régulières
La compagnies Rousseau Aviation assurait les vols vers Paris dans les années 1970 puis TAT (Touraine Air Transport) jusqu'à la fin des années 1990.
Air Liberté, Air Lib, Brit Air et Airlinair ont transité sur la plateforme dans les années 2000-2010.
La compagnie Air France (sous contrat de franchise avec Brit Air, Régional et Airlinair) a cessé ses vols qui ont été repris par sa filiale HOP! le 31 mars 2013. La compagnie effectuait deux vols A/R quotidiens entre Lannion et Paris-Orly du lundi au jeudi, trois le vendredi et un aller-retour le dimanche en ATR 42-500 de 48 places.
En 2012, 33 000 passagers sont passés par l'aéroport (30 % en loisirs et 70 % pour affaires).
En 2015, l'aéroport de Lannion voit passer plus de 31 000 passagers, ainsi que plus de 8 000 mouvements, dont plus d'un millier de mouvements commerciaux.
En 2016, un peu plus de 29 000 passagers et plus de 12 000 mouvements ont animé l'aéroport (pour un nombre de mouvements commerciaux stable). Néanmoins, la ligne avait été fermée du 25 juillet au 28 août 2016 pour ne pas engager inutilement des pertes financières sur cette période calme .
À compter du 24 septembre 2017, la compagnie Chalair devait reprendre le relais de Hop! for Air France sur l'unique liaison vers Paris à raison de 11 vols hebdomadaires en ATR 42 de 46 places. L'exploitation de la ligne se faisant toujours en DSP (délégation de service public). Chalair envisageait déjà de poursuivre la ligne vers Jersey en 2018 mais, le 24 juillet 2017, le tribunal administratif de Rennes annulait cette attribution, saisi par la compagnie Twin Jet, qui avait aussi postulé comme Hop à la reprise de cette ligne. Pour Twin Jet, des irrégularités avaient été commises dans l'attribution. Un nouvel appel d'offres était lancé. Néanmoins, Chalair prenait en main la ligne pour six mois en attendant les résultats de l’appel d’offres.
Chalair proposa une nouvelle ligne saisonnière Ski vers Pau/Pyrénées via Nantes sans changement d'avion (ATR 42) du 10 février au 17 mars 2018 tous les samedis.
La ligne vers Orly est interrompue le 23 mars 2018 à la suite d'un vote unanime des membres du Syndicat mixte de l'aéroport le 13 février, le taux de remplissage des avions étant trop faible (21,5 % au lieu des 60 % en janvier 2017).

## Statistiques
| Année | Passagers | Mouvements commerciaux | Mouvements non commerciaux |
| ----- | --------- | ---------------------- | -------------------------- |
| 2024  | 284       | 100                    | 11 420                     |
| 2023  | 378       | 152                    | 11 355                     |
| 2022  | 684       | 196                    | 12 991                     |
| 2021  | 737       | 231                    | 14 813                     |
| 2020  | 364       | 171                    | 13 677                     |
| 2019  | ---       | ---                    | 12 663                     |
| 2018  | 2 835     | 264                    | 11 224                     |
| 2017  | 21 329    | 968                    | 10 464                     |
| 2016  | 29 101    | 1 079                  | 11 275                     |
| 2015  | 31 107    | 1 068                  | 7 151                      |
| 2014  | 31 334    | 1 044                  | 10 013                     |
| 2013  | 35 062    | 1 396                  | 10 547                     |
| 2012  | 32 635    | 1 550                  | 9 324                      |
| 2011  | 35 452    | 1 587                  | 9 614                      |
| 2010  | 32 884    | 1 435                  | 8 548                      |
| 2009  | 33 910    | 1 576                  | 9 250                      |
| 2008  | 41 662    | 1 436                  | 9 160                      |
| 2007  | 50 113    | 1 159                  | 12 349                     |
| 2006  | 45 716    | 1 385                  | 13 929                     |
| 2005  | 53 110    | 1 585                  | 1 748                      |
| 2004  | 50 910    | 1 542                  | ---                        |
| 2003  | 39 609    | 2 889                  | 33 280                     |
| 2002  | 53 703    | 1 499                  | 15 985                     |
| 2001  | 71 711    | 1 955                  | 14 872                     |
| 2000  | 84 937    | 1 974                  | 15 187                     |